# Protea roupelliae
Espèce
Protea roupelliae est une espèce de plante à fleurs de la famille des Proteaceae.

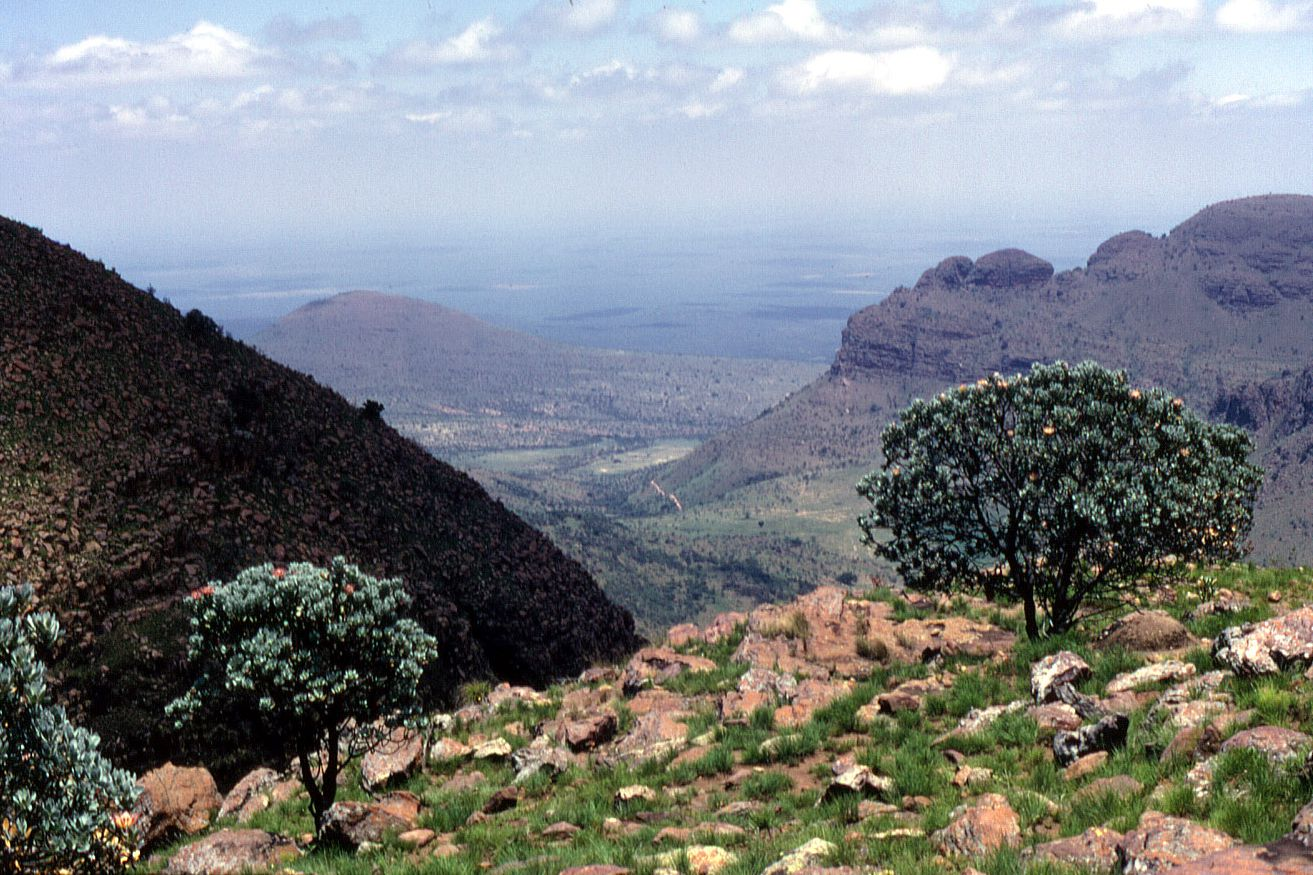
Protea roupelliae au parc national de Marakele dans l'Est de l'Afrique du Sud.

Elle a été dénommée pour commémorer Arabella Elizabeth Roupell (1817-1914) qui a passé deux ans à Cape Town et a peint des fleurs locales pour son propre plaisir. 

## Description
Il s'agit d'un petit arbre qui atteint une hauteur moyenne de 3 à 5 mètres. 
Cette espèce compte deux sous-espèces, P. roupelliae hamiltonii et P. roupelliae roupelliae. 
P. roupelliae hamiltonii est un petit arbuste à tige unique qui peut atteindre 0,3 m de haut. 
P. roupelliae roupelliae, quant à lui, peut devenir un petit arbre d'environ 8 m de haut.

## Répartition et habitat
Protea roupelliae se rencontre dans l'est de l'Afrique du Sud, sur les crêtes de quartzite de Johannesburg, dans la biosphère de Waterberg et vers le nord dans le Zimbabwe. Il pousse dans les prairies et sur les terrains vallonnés. La sous-espèce « hamiltonii » est limitée aux sols de quartzite où l'argile a été lessivée à 1 300 m d'altitude. La sous-espèce roupelliae est plus adaptable et peut pousser dans une variété de sols à des altitudes pouvant aller depuis le niveau de la mer et jusqu'à 2 400 m), et est plus répandue.

## Écologie
Cette plante, en particulier P. roupelliae roupelliae peut fleurir à tout moment de l'année, mais le plus souvent en février et avril, juste après les pluies d'été.  P. roupelliae est pollinisée par de nombreuses espèces telles que les coléoptères, les abeilles et des oiseaux de la famille des Nectariniidae ; le promérops de Gurney entretient une relation étroite avec la plante.

## Liste des sous-espèces
Selon GBIF (11 avril 2025) :
- Protea roupelliae subsp. hamiltonii Beard ex Rourke
- Protea roupelliae subsp. roupelliae

## Dénominations
Cette plante est communément appelée Silver sugarbush en anglais.

## Systématique
Le nom correct complet (avec auteur) de ce taxon est Protea roupelliae Meisn..
Protea roupelliae a pour synonyme :
- Scolymocephalus roupellii (Meisn.) Kuntze